# Роберт Едвардс
Роберт Джеффрі Едвардс (англ. Robert Geoffrey Edwards; 27 вересня 1925 року, Манчестер — 10 квітня 2013) — британський фізіолог, лауреат Нобелівської премії з фізіології або медицини за 2010 рік «за розробку технології штучного запліднення».

## Біографія

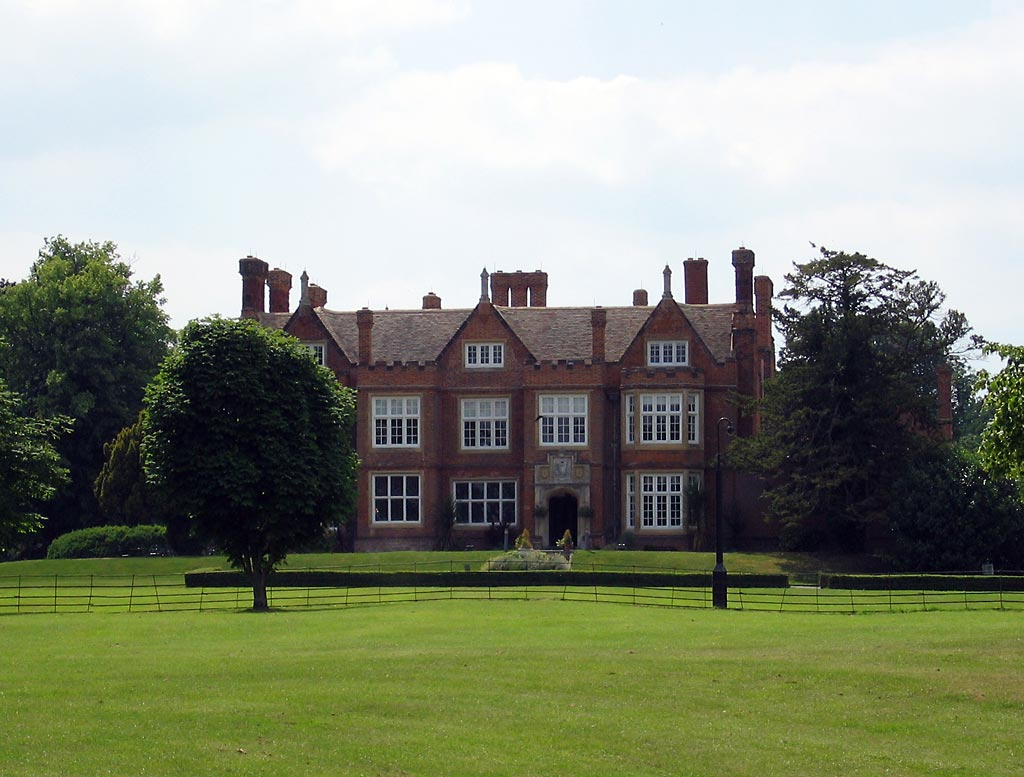
Клініка Борн Холл (Bourn Hall), заснована Едвардсом, де завдяки штучному заплідненню на 2010 рік народилося 6 000 немовлят

Народився в 1925 році в Манчестері, Англія. Після закінчення середньої школи служив у британській армії. Брав участь у Другий світовій війні. Після демобілізації навчався в Бангорському університеті (місто Бангор, графство Гвінед, Північний Уельс), потім — в Единбурзькому університеті. У 1955 році отримав звання доктора філософії за дисертаційну роботу в галузі ембріонного розвитку мишей. З 1958 року працював в Національному інституті медичних досліджень в Лондоні, де ініціював вивчення проблеми людського запліднення.
У 1963 році переїхав в Кембридж. Там спільно з Патріком Степто відкрив перший у світі центр екстракорпорального запліднення. У 1978 вони провели першу успішну операцію штучного запліднення. 25 липня 1978 народилася перша дівчинка «з пробірки» — Луїза Джой Браун.
Саме за розробку технології штучного запліднення, яка зробила революцію у боротьбі з безпліддям, Роберт Едвардс отримав в 2010 Нобелівську премію.

## Нагороди
- 2001 — премія Ласкера «за розвиток екстракорпорального запліднення — технології, яка зробила революцію в боротьбі з безпліддям»[5]
- 2007 — зайняв 26-е місце в списку 100 найбільших геніїв за версією «Daily Telegraph»[6]
- 2010 — Нобелівська премія з фізіології або медицини[4]

## Публікації
- Steptoe, P. C., and Edwards, R. G. (1978) «Birth after the reimplantation of a human embryo». Lancet. 2: 366.
- A Matter of Life. How the first «Test Tube Baby» was Conceived and Born. Разом з Patrick Steptoe. Morrow, New York 1980.